# Hurtières
Hurtières ist eine französische Gemeinde mit 220 Einwohnern (Stand: 1. Januar 2022) im Département Isère in der Region Auvergne-Rhône-Alpes; sie gehört zum Arrondissement Grenoble und zum Kanton Haut-Grésivaudan. Die Einwohner werden Hurtièrois genannt.

## Geografie
Die Gemeinde Hurtières liegt im Grésivaudan, 25 Kilometer nordöstlich von Grenoble. Umgeben wird Hurtières von den Nachbargemeinden Theys im Norden und Osten, Les Adrets im Süden, Le Champ-près-Froges im Südwesten sowie La Pierre im Westen. Das Gelände im Gemeindegebiet steigt von West nach Ost in Richtung Westalpen an und erreicht auf dem Gipfel des La Scia (1040 m über dem Meer) den höchsten Punkt.

## Bevölkerungsentwicklung
| Jahr                       | 1962 | 1968 | 1975 | 1982 | 1990 | 1999 | 2010 | 2021 |
| Einwohner                  | 105  | 85   | 58   | 53   | 95   | 121  | 176  | 213  |
| Quellen: Cassini und INSEE |      |      |      |      |      |      |      |      |

## Sehenswürdigkeiten
- Kirche Saints-Jacques-et-Christophe

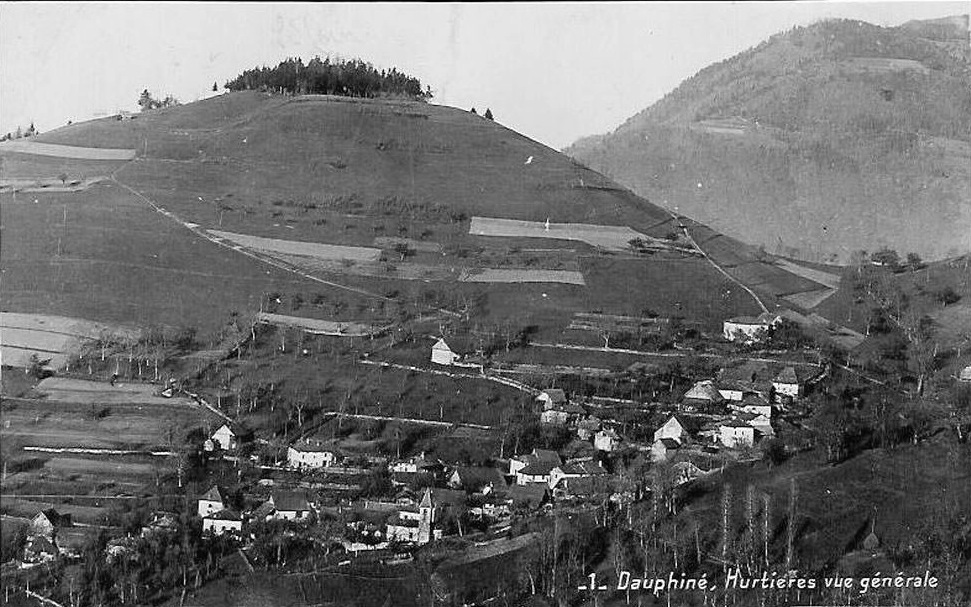
Hurtières auf einer alten Postkarte

- Schloss Coudray
- Lavoir